# Nikołaj Archipow
Nikołaj Wasiljewicz Archipow (ros. Николай Васильевич Архипов, ur. 1894 we wsi Rugoziero w guberni ołonieckiej, zm. 14 stycznia 1938 w Pietrozawodsku) – radziecki działacz państwowy i partyjny.

## Życiorys
Był Karelem. W 1918 walczył w oddziale partyzanckim w guberni ołonieckiej, od 1920 należał do RKP(b) i pracował w Kemi w Karelskiej Komunie Pracowniczej, od 4 września 1923 do listopada 1924 był ludowym komisarzem spraw wewnętrznych Karelskiej ASRR. Następnie 1924-1929 był ludowym komisarzem rolnictwa Karelskiej ASRR, w 1931 stałym przedstawicielem Centralnego Komitetu Wykonawczego (CIK) Karelskiej ASRR przy Prezydium WCIK, a od lutego 1935 do października 1937 przewodniczącym CIK Karelskiej ASRR.
26 października 1937 podczas wielkiej czystki został aresztowany, następnie skazany na śmierć i rozstrzelany. Pośmiertnie zrehabilitowany.